# Oscar Lindhult
Oscar Axel Frithiof Lindhult, född 9 december 1831 i Örby sockens prästgård, Älvsborgs län, död 5 februari 1907 i Göteborg, var en svensk sångpedagog.
Hans föräldrar var Kongl. Hovpredikanten och Kyrkoherden i Örby socken, Daniel Erik Lindhult och Aurora Mathilda Gerle.
Lindhult, som var lärjunge till Isak Albert Berg, studerade vid Leipzigs musikkonservatorium och var även lärjunge till François Delsarte i Paris och Manuel Patricio Rodríguez García i London. Han slog sig ned som sånglärare i Düsseldorf och kallades till professor vid domkören i Hannover, där han vann mycket anseende, verkade senare i Köln och från 1880-talet i Sverige. En syster var gift med justitieborgmästaren Fredrik Mauritz Colliander i Göteborg.